# André Desvages
André Jules Léon Desvages (Graye-sur-Mer, 12 de março de 1944 - 2 de junho de 2018) foi um ex-ciclista de estrada profissional francês. Seu profissionalismo durou pouco, de 1967 a 1970, e é mais lembrado por ter vencido uma etapa no Tour de France 1968. Competiu nos Jogos Olímpicos de Verão de 1964 em Tóquio, terminando em sexto lugar na corrida de 100 km contrarrelógio por equipes.

## Palmarès
1965
Paris - Troyes
1968
Tour de France:
Vencedor da etapa 5A